# Crozetulus rhodesiensis
Crozetulus rhodesiensis är en spindelart som beskrevs av Brignoli 1981. Crozetulus rhodesiensis ingår i släktet Crozetulus och familjen Anapidae. Inga underarter finns listade i Catalogue of Life.